# Tuyết có rơi đêm Giáng Sinh?
Giáng Sinh tuyết có rơi? là bộ phim truyền hình tình cảm lãng mạn của Hàn Quốc với sự tham gia của diễn viên Go Soo, Han Ye-seul, Song Jong-ho, Sunwoo Sun, và Jo Min-su. Phim chiếu trên SBS từ 2 tháng 12 năm 2009 đến 28 tháng 1 năm 2010 vào mỗi thứ 4 & 5 lúc 21:45 gồm 18 tập.

## Phân vai
- Go Soo vai Cha Kang-jin
  - Kim Soo-hyun vai Kang-jin tuổi teen
- Han Ye-seul vai Han Ji-wan
  - Nam Ji-hyun vai Ji-wan tuổi teen
- Song Jong-ho vai Park Tae-joon
- Sunwoo Sun vai Lee Woo-jung
- Jo Min-su vai Cha Chun-hee (mẹ của Kang-jin)
- Chun Ho-jin vai Han Joon-soo
- Kim Do-yeon vai Seo Young-sook
- Song Joong-ki vai Han Ji-yong
- Kim Ki-bang vai Cha Boo-san 
  - Seo Jae-wook vai Boo-san tuổi teen
- Seok Jin-yi vai Lee Jin-kyung
  - Yang So-young vai teenage Jin-kyung
- Kim Kwang-min vai Seo Jae-hyun
- Kim Joon-hyung vai Kyung-soo
- Min Ji-young vai Miss Sun
- Kim In-tae vai Noh Gyo-soo
- Kim Hyung-bum vai Kim Jung-pil
- Yeo Min-joo vai Song Yoon-joo
- Do Ji-han vai Park Jong-suk
- Baek Seung-hyun
- Kim Kwang-gyu vai Giáo viên

## Đánh giá (Ratings)
| Ngày       | Tập        | Toàn quốc  | Khu vực Seoul |
| ---------- | ---------- | ---------- | ------------- |
| 2-12-2009  | 1          | 8.6% (21)  | 9.0% (20)     |
| 3-12-2009  | 2          | 7.7% (24)  | 8.7%          |
| 9-12-2009  | 3          | 7.2% (27)  | 8.2%          |
| 10-12-2009 | 4          | 7.8% (19)  | 7.5% (20)     |
| 16-12-2009 | 5          | 9.9% (16)  | 10.3% (14)    |
| 17-12-2009 | 6          | 9.4% (16)  | 9.5% (15)     |
| 23-12-2009 | 7          | 16.4% (5)  | 16.7% (4t)    |
| 24-12-2009 | 8          | 15.6% (4)  | 16.0% (4)     |
| 6-1-2010   | 9          | 14.5% (8)  | 14.5% (7)     |
| 7-1-2010   | 10         | 12.7% (10) | 12.5% (11)    |
| 13-1-2010  | 11         | 10.8% (15) | 10.1% (16)    |
| 14-1-2010  | 12         | 11.5% (12) | 11.8% (11)    |
| 20-1-2010  | 13         | 9.7% (18)  | 9.8% (16)     |
| 21-1-2010  | 14         | 10.7% (12) | 10.1% (13)    |
| 27-1-2010  | 15         | 9.1% (19)  | 8.9% (19)     |
| 28-1-2010  | 16         | 10.9% (11) | 10.8% (11)    |
| Trung bình | Trung bình | 10.8%      | -             |

Nguồn: TNS Media Korea